# Campionato mondiale Optimist
Il Campionato mondiale Optimist è la massima competizione della classe di vela Optimist. Si tiene ogni anno dal 1962 sotto la supervisione dell'International Optimist Dinghy Association (IODA) e della Federazione Internazionale della Vela (ISAF).

## Palmarès
| Anno | Sede           | Stato                 | Vincitore                                                      |
| ---- | -------------- | --------------------- | -------------------------------------------------------------- |
| 1962 |                | Regno Unito           | A. Quiding                                                     |
| 1963 |                | Svezia                | B. Baysen                                                      |
| 1964 |                | Danimarca             | Poul Andersen                                                  |
| 1965 |                | Finlandia             | Ray Larsson                                                    |
| 1966 | Miami          | USA                   | Doug Bull                                                      |
| 1967 |                | Austria               | Peter Warrer                                                   |
| 1968 |                | Francia               | Peter Warrer                                                   |
| 1969 |                | Regno Unito           | Doug Bull                                                      |
| 1970 |                | Spagna                | James Larimore                                                 |
| 1971 | Kiel           | Germania              | Heikki Vahtera                                                 |
| 1972 | Karlskrona     | Svezia                | Tomás Estela                                                   |
| 1973 | Non disputato  |                       |                                                                |
| 1974 | St. Moritz     | Svizzera              | Martín Billoch                                                 |
| 1975 | Århus          | Danimarca             | Hans Fester                                                    |
| 1976 | Ankara         | Turchia               | Hans Wallén                                                    |
| 1977 | Yarinca        | Jugoslavia            | Patrik Mark                                                    |
| 1978 | La Baule       | Francia               | Rickard Hammarvid                                              |
| 1979 | Pattaya        | Thailandia            | Johan Peterson                                                 |
| 1980 | Cascaes        | Portogallo            | Johan Peterson                                                 |
| 1981 | Howth          | Irlanda               | Guido Tavelli                                                  |
| 1982 | Follonica      | Italia                | Njaal Sletten                                                  |
| 1983 | Rio de Janeiro | Brasile               | Jordi Calafat                                                  |
| 1984 | Kingston       | Canada                | Serge Kats                                                     |
| 1985 | Helsinki       | Finlandia             | Serge Kats                                                     |
| 1986 | Rosas          | Spagna                | Xavier García                                                  |
| 1987 | Andijk         | Paesi Bassi           | Sabrina Landi                                                  |
| 1988 | La Rochelle    | Francia               | Ugo Vanelo                                                     |
| 1989 | Yokohama       | Giappone              | Peder Rønholt                                                  |
| 1990 |                | Portogallo            | Martín di Pinto                                                |
| 1991 | Porto Carras   | Grecia                | Agustín Krevisky                                               |
| 1992 | Mar del Plata  | Argentina             | Ramón Oliden                                                   |
| 1993 | Minorca        | Spagna                | Mats Hellman                                                   |
| 1994 | Porto Rotondo  | Italia                | Martín Jenkins                                                 |
| 1995 | Mariehamn      | Finlandia             | Martín Jenkins                                                 |
| 1996 | Langebaan      | Sud Africa            | Lisa Westerhof                                                 |
| 1997 | Carrickfergus  | Regno Unito           | Luca Bursic                                                    |
| 1998 | Setúbal        | Portogallo            | Mattia Pressich                                                |
| 1999 | Martinica      | Francia               | Mattia Pressich                                                |
| 2000 | La Coruña      | Spagna                | Šime Fantela                                                   |
| 2001 | Qingdao        | Cina                  | Lucas Calabrese                                                |
| 2002 | Corpus Christi | USA                   | Filip Matika                                                   |
| 2003 | Las Palmas     | Spagna                | Filip Matika                                                   |
| 2004 | Salinas        | Ecuador               | Wei Ni                                                         |
| 2005 | St. Moritz     | Svizzera              | Tina Lutz                                                      |
| 2006 | Montevideo     | Uruguay               | Julian Autenrieth                                              |
| 2007 | Cagliari       | Italia                | Chris Steele                                                   |
| 2008 | Çeşme          | Turchia               | Raúl Ríos                                                      |
| 2009 | Niterói        | Brasile               | Sinclair Jones                                                 |
| 2010 | Langkawi       | Malaysia              | Noppakao Poonpat                                               |
| 2011 | Napier         | Nuova Zelanda         | Kimberly Lim                                                   |
| 2012 | Santo Domingo  | Repubblica Dominicana | Yukie Yokoyama                                                 |
| 2013 | Riva del Garda | Italia                | Loh Jia Yi                                                     |
| 2014 | Buenos Aires   | Argentina             | Nicolas Rolaz                                                  |
| 2015 | Dziwnów        | Polonia               | Rok Verderber                                                  |
| 2016 | Vilamoura      | Portogallo            | Max Wallenberg                                                 |
| 2017 | Pattaya        | Thailandia            | Marco Gradoni                                                  |
| 2018 | Limassol       | Cipro                 | Marco Gradoni                                                  |
| 2019 | Antigua        | Antigua e Barbuda     | Marco Gradoni                                                  |
| 2020 | Riva del Garda | Italia                | Non disputato a causa della Pandemia di COVID-19 del 2019-2021 |